# Solgne
Solgne település Franciaországban, Moselle megyében. Lakosainak száma 1138 fő (2022. január 1.). Solgne Buchy, Luppy, Sailly-Achâtel, Secourt és Vigny községekkel határos.

## Népesség
A település népessége az elmúlt években az alábbi módon változott:
| Lakosok száma | 1092 | 1093 | 1171 | 1109 | 1114 | 1119 | 1124 | 1131 | 1138 |
|               | 2013 | 2015 | 2016 | 2017 | 2018 | 2019 | 2020 | 2021 | 2022 |